# Saint-Léon, Allier
Saint-Léon là một xã ở tỉnh Allier thuộc miền trung nước Pháp.